# 山王原大漁木遣唄
山王原大漁木遣唄は、神奈川県小田原市東町一丁目～三丁目で伝承されているかつての労働唄である。現在は同地域の鎮守である山王神社の祭礼時を中心に、市内の祝祭事や行事で披露されている。
平成18年12月27日、小田原市の無形民俗文化財に指定された。

## 概要
山王原大漁木遣唄は小田原市内にある木遣唄のうちの一つである。名称は木遣唄であるが、大工の唄う木遣唄と全く異なり、元は網（主に定置網）を引き揚げる際に、呼吸を合わせるために漁師が唄っていた労働唄であるとされている。故に歌詞には『カンタ』『ブリ網』といった漁業由来の言葉が含まれる。歌詞にはいわゆる「大漁木遣唄」と「神社仏閣数え唄」の二系統がある。
漁業の近代化によって、以前は労働力集約型で、多くの人手を必要とした定置網漁業は、機械化による省力化が進んだ。このため労働唄として唄われることは現在全くないとされている。しかし、歌詞がめでたい内容であったことなどから、漁師が神輿を担ぐ際に唄っていたものが、現在神社祭礼唄として生き延びることになったと考えられている。
山王原大漁木遣唄は同地区の鎮守である小田原市浜町四丁目の山王神社の祭礼で唄われている大漁木遣唄であるが、多少の歌詞や掛け声の違いはあるものの、大漁木遣唄は小田原市内の他の神社（松原神社、居神神社、大稲荷神社）でも唄われている。

## 歴史
山王原大漁木遣唄が伝承されている小田原市東町一丁目から三丁目に当たる地区は、古くは原方村と呼ばれ、後に山王原村と称した。山王原村は漁業が盛んであり、当初は刺し網、江戸時代後期には西方から伝播した定置網漁業を行っていた。

## 保存会
山王原大漁木遣唄は、現在、小田原市山王原大漁木遣唄保存会を中心に唄の伝承保存が図られている。保存会の存在が文化財指定において優位に働いたことは、他の大漁木遣唄が保存団体もなく指定もされていないことから明らかであると言える。
保存会は地域の児童を集めて歌唱指導をするなどして伝承の保存に努めており、毎年12月頃に開催される「小田原民俗芸能後継者育成発表会」では児童と大人が合同で木遣唄を唄っている。